# 小行星5548
小行星5548（英語：5548 Thosharriot）是一颗围绕太阳公转的小行星。1980年10月3日，茲丹卡·瓦弗洛娃在克列特发现了此天体。
这颗小行星的绝对星等为117.789805488289等。